# デヴィッド・マメット
デヴィッド・マメット（David Mamet, 1947年11月30日 - ）はアメリカ合衆国イリノイ州出身の劇作家、脚本家、演出家、映画監督である。現代アメリカ演劇界を代表する劇作家の1人。

## プロフィール
シカゴにてユダヤ系の家庭に生まれる。バーモント州のゴダード・カレッジで学ぶ。
大学にいたころから劇団を旗揚げして巡業していたという。シカゴにある劇場の芸術監督として働いたこともある。
Atlantic Theater Companyを旗揚げし、オフ・ブロードウェイで力をつけてゆく。1984年には『グレンギャリー・グレン・ロス』でピューリッツアー賞を受賞。
自らの弟子でもあるウィリアム・H・メイシー、ジョー・マンテーニャなどをよく起用する。
1977年に女優のリンゼイ・クローズと結婚し2児をもうけるが1990年に離婚。1991年には女優のレベッカ・ピジョンと結婚し2児がいる。

## 戯曲
- カモの変奏曲 The Duck Variations (1972)
- シカゴの性倒錯 Sexual Perversity in Chicago (1974)  1986年に『きのうの夜は…』という題名で映画化された。
- アメリカン・バッファロー American Buffalo (1976)
- エドモンド Edmond (1982)
- グレンギャリー・グレン・ロス Glengarry Glen Ross (1984) ピューリッツアー賞を受賞。後に映画化された。邦題は『摩天楼を夢見て』。
- Speed-the-Plow (1988)
- オレアナ Oleanna (1992)

## 映画
脚本作品
- 郵便配達は二度ベルを鳴らす The Postman Always Rings Twice  (1981)
- 評決 The Verdict (1982)
- アンタッチャブル The Untouchables (1987)
- 俺たちは天使じゃない We're No Angels (1989)
- ホッファ Hoffa (1992)
- 42丁目のワーニャ Vanya on 42nd Street (1994)
- アメリカン・バッファロー American Buffalo (1996)
- ザ・ワイルド The Edge (1997)
- ウワサの真相/ワグ・ザ・ドッグ Wag the Dog (1997)
- ハンニバル Hannibal (2001)

脚本・監督作品
- スリル・オブ・ゲーム（英語版） House of Games (1987)
- 週末はマフィアと! Things Change (1988)
- 殺人課 Homicide (1991)
- スパニッシュ・プリズナー The Spanish Prisoner (1997)
- ザ・プロフェッショナル Heist (2001)
- 特捜刑事 スパルタン Spartan (2004)
- レッドベルト 傷だらけのファイター Redbelt (2008)